# 다이토촌 (지바현)
다이토촌(太東村)은 지바현 조세이군에 일찍이 존재했던 촌이다. 

## 지리
- 현재의 이스미시 북부에 해당한다.
- 마을 지역은 산이 많은 지형이다.
- 마을은 이구이강 하구에 위치해 있다.
- 마을은 태평양에 접해 있으며, 다이토곶이 있다.

## 역사
- 1889년 4월 1일 - 정촌제 시행에 수반해 나가라군 다이토촌이 성립하였다.
- 1897년 4월 1일 - 나가라군이 폐지되어 조세이군이 되었다.
- 1954년 12월 1일 - 후루사와촌과 합병해 다이토정이 신설되어, 동일 다이토촌은 폐지되었다.

## 인구
| 1891년 | 3,488 |
| 1903년 | 3,332 |
| 1920년 | 3,161 |
| 1930년 | 3,203 |
| 1950년 | 4,005 |

## 교통

### 철도
- 국철 (→ JR동일본)
  - 소토보선

### 도로
- 2급 국도
  - 국도 128호선